# La vecchia signora
La vecchia signora (trad. La vieille dame) est un film italien réalisé par Amleto Palermi, sorti en 1932.

## Fiche technique
- Titre original : La vecchia signora
- Réalisation : Amleto Palermi
- Scénario : Orsino Orsini (it) et Amleto Palermi
- Photographie : Giovanni Vitrotti[1]
- Musique : Umberto Mancini (it)[1]
- Montage : Amleto Palermi[1]
- Son : Lamberto Cufaro[1]
- Production : Caesar Film (it)
- Distribution :  Royaume d'Italie : Caesar Film (it)[1]
- Langue : italien
- Durée : 97 minutes
- Genre : drame
- Format : noir et blanc - 1,37:1 - Son monophonique - Format 35 mm
- Date de sortie : Royaume d'Italie : 26 février 1932

## Distribution
- Emma Gramatica : Madame Maria
- Nella Maria Bonora : la maîtresse de Joe
- Maurizio D'Ancora : Fausto
- Armando Falconi : le chauffeur de taxi Zaganello
- Memo Benassi : Joe
- Anna Maria Dossena : Bianca la petite fille
- Camillo Pilotto : le commissaire
- Vittorio De Sica : le beau parleur
- Umberto Sacripante : un client de la taverne Cordaro
- Ugo Ceseri : le père de Fausto